# Francis Edwards, 1. Baronet

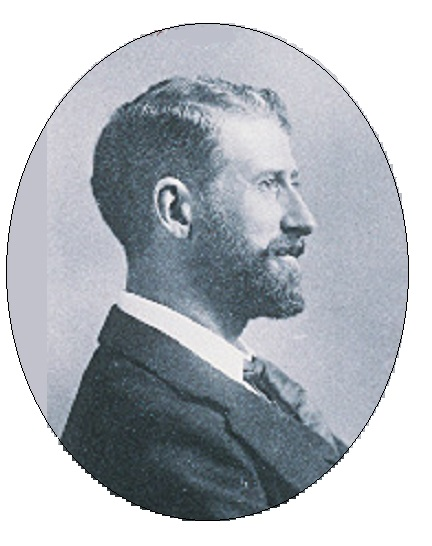
Francis Edwards, Fotografie von 1906

Sir Francis Edwards, 1. Baronet (auch Frank Edwards; * 28. April 1852; † 10. Mai 1927), war ein walisisch-britischer Adliger und Politiker.
Francis Edwards war der vierte Sohn von Edward Edwards aus Llangollen in Denbighshire. Er besuchte die Shrewsbury School und studierte am Jesus College der Universität Oxford, wo er 1875 seinen Abschluss machte. Er wurde Friedensrichter und Deputy Lieutenant von Radnorshire, 1898 diente er als High Sheriff von Radnorshire. Als Kandidat der Liberal Party wurde er bei den Unterhauswahlen 1892 als Abgeordneter für Radnorshire ins House of Commons gewählt, jedoch 1895 nicht wiedergewählt. 1900, 1906 und bei der Wahl von Dezember 1910 wurde er erneut als Abgeordneter für Radnorshire gewählt. Im Unterhaus setzte er sich besonders für die Trennung der anglikanischen Kirche vom Staat ein. Am 25. Juli 1907 wurde er zum Baronet, of Knighton in the County of Radnor, erhoben. Bei den Unterhauswahlen 1918 kandidierte er nicht erneut.
1913 veröffentlichte er eine Sammlung walisischer Gedichte, die er ins Englische übersetzt hatte. 1880 hatte er Catherine Davis, die jüngere Tochter des Bergbauunternehmers David Davis aus Aberdare, geheiratet. Er hatte mit ihr eine Tochter. Da er keine Söhne hatte, erlosch sein Titel mit seinem Tod.

## Werke
- Translations from the Welsh. London, Chiswick 1913